# The All-American Rejects
The All-American Rejects — американская рок-группа из города Стиллуотер, штат Оклахома, основана в 1999. На данный момент группа выпустила 4 альбома: The All-American Rejects (2003), Move Along (2005), When the World Comes Down (2008), Kids in the Street (2012).

## История

### Формирование группы иThe All-American Rejects
Группа The All-American Rejects была основана в Стиллуотере, штат Оклахома в 1999 году Тайсоном Риттером и Ником Уилером, когда те ещё учились в старшей школе. Тайсон предложил взять на себя роль басиста. В конце концов было решено основать группу. В 2000 году, ещё находясь в старшей школе, группа записала простое демо под названием The All-American Rejects. Ник Уилер был на ударных, Тайсон Риттер отвечал за вокал и бас-гитару, и Джесси Табиш за гитару и вокал. Демо CD был сделан и оформлен Уилером. Диск содержал 12 песен, некоторые из которых будут включены в демо Same Girl, New Songs в 2001 году. Позже Джесси Табиш покинул группу и стал членом инди рок группы Other Lives.
Риттер и Уилер вместе занимались «Same Girl, New Songs», которые вскоре были отправлены в студию звукозаписи Doghouse Records, где стажер вытащил диск из мусорной корзины и показал его владельцам лейбла. The All-American Rejects вскоре заключили контракт на запись.
В 2001 году, с помощью продюсера Тима О’Хира, группа записала их дебютный студийный альбом — «The All-American Rejects». Альбом и первый сингл Swing, Swing были выпущены в конце 2002 года. Группа была в поисках новых людей для живых выступлений.
Житель Оклахомы Майк Кеннерти присоединился к группе незадолго до выхода альбома. Вскоре у группы появилась проблема с барабанщиком Тимом Кэмпбеллом. Вскоре его заменил Крис Гейлор, который уже был знаком с Майком Кеннерти с другой группы.
Группа подписала контракт с DreamWorks Records и отправилась в тур из восьми выступлений в январе. Дебютный альбом группы попал на 25 место в чарте Billboard 200. Сингл The Last Song был выпущен весной 2003 и забрался на 29 место в чарте Billboard Modern Rock Tracks.
В начале 2003 года, группа отправилась в тур на просмотр CKY (американская рок группа, основанная в 98 году).
Весной 2003 года The All-American Rejects отправились в свой первый именной тур, получивший название Too Bad for Hell Tour. Позже, в том же 2003 году, группа выпустила DVD с этого самого выступления, который получил золотой статус.
Спустя время они выступили на Vans Warped Tour. В ноябре 2005 The All-American Rejects присоединились к группам Motion City Soundrack и Limbeck для проведения 6 выступлений в Великобритании

### 2005-06:Move Along
В июле 2005, The All-American Rejects выпустили их второй студийный альбом, «Move Along», спродюсированный Говардом Бенсоном. Первый сингл альбома «Dirty Little Secret» был выпущен тем же летом для радиостанций.
В конце 2005 года, группа отправилась в тур The Rise of the Fall Tour вместе с The Academy Is… и Rooney. Новые треки были выпущены в iTunes. В канун нового года, группа исполнила Good Times Roll вместе с Fall Out Boy на MTV.
В 2006 году, второй сингл Move Along был выпущен, после премьеры музыкального клипа. Он держался на первой позиции 4 дня подряд. Тем не менее, трек не попал в чарт Billboard Hot 100.
В марте The All-American Rejects отправилась в тур по США вплоть до мая. 25 мая группа впервые выступила на The VH1 Rock Honors (церемония для групп, повлиявших на звучание рок музыки), а также сделали кавер на песню Def Leppard «Photograph».
В июле группа отправила их сингл Top of the World на радио для продвижения. Музыкальное видео было составлено из отрывков выступления в туре.
Move Along так же помогла прорекламировать выставку Lego Bionicle летом 2006 года. Основная мысль рекламы — участники группы похищены злодеем Пирака во время плавания на яхте. Люди должны были помочь Инике найти и спасти группу через сайт freetheband.com. Также можно было поучаствовать в конкурсе, победители которого могли получить мерч Bionicle и The All-American Rejects.
В сентябре 2006 года, был выпущен третий сингл «It Ends Tonight». Видеоклип дебютировал на десятой строчке рейтинга VH1 Top 20 и добрался до второй в MTV TRL. Позже The All-American Rejects запустили тур Tournado в поддержку «Move Along».
В канун нового года группа выступала в Лас-Вегасе, где так же были группы OK Go, Five for Fightning, Rock Star Supernova и Chicago

### 2007-09:When The World Comes Down
В декабре 2006 года, группа начала записывать материал для их третьего студийного альбома. Группа также устроила коллаборации с композитором Дэнни Эльфманом для создания «The Future Has Arrived» для «В гости к Робинсонам».
17 июля 2007 года, The All-American Rejects выпустили их второй DVD под названием Tournado", который содержал выступление 2006 года с таким же названием. Так же финальная версия песни «I Wanna» появилась в фильме «The House Bunny», вышедшего в 2008 году. Тайсон Риттер играл роль в этом фильме, поэтому решил предложить «I Wanna» для саундтрека. 30 сентября 2008 года, первый сингл из альбома «When The World Comes Down», Gives You Hell, был выпущен. The All-American Rejects были добавлены в Зал Славы Оклахомы и получили награду «Восходящая Звезда». «Gives You Hell» достигла первого места в поп-чарте Billboard, а также достигла первого места в чартах iTunes. Также заняла пятое место «Самых скачиваемых песен 2009 года» и первое место как «Самая прослушиваемая песня 2009 года». Вскоре группа отправилась в Gives You Hell Tour, где посетила много маленьких сцен и клубов.
Вначале декабря, альбомная версия «Real World» стала доступной для скачивания для игры Rock Band для Xbox 360 и PlayStation 3.
После Gives You Hell Tour, группа отправилась в I Wanna Rock Tour, где посетила много самых главных сцен США. В мае 2009, The All-American Rejects выпустила их второй сингл в США под названием «The Wind Blows», который, который стал вполне успешным.
В октябре 2009 группа была вынуждена отменить выступления из-за травмы Тайсона Риттера. 27 сентября он выступал, сидя в инвалидном кресле с забинтованной ногой во Флориде. Позже сообщили, что Тайсон перенёс операцию по удалению опухоли. Со временем Риттер полностью восстановился и уже был готов к Battle Of The Bands Tour вместе с Taking Back Sunday.
В конце 2009 года Риттер страдал от алкогольной зависимости из-за разрыва шестилетних отношений. Риттеру пришлось побороть эту проблему, чтобы записать новый альбом группы «Kids In The Street».

### 2010-13:Kids In The Street
В 2010 году группа продолжала выступать в США и Канаде. Выступала на Зимних Олимпийских Играх в Ванкувере, а также Super Bowl XLIV и Warped Tour 2010. Позже группа объявила, что ведёт работу над четвёртым студийным альбомом, который был запланирован на начало 2012 года. Ник Уилер и Тайсон Риттер уединялись в тихих уголках Соединённых Штатов для написания песен: традиция, которую они использовали перед выпуском предыдущих альбомов.
3 декабря 2011 года группа объявила, что альбом получит название «Kids in The Street» и выпустила песню «Someday’s Gone». Она была доступна для бесплатного скачивания с официального сайта. Так же музыкальное видео было записано на прошлой неделе и показано в один день. Позже группа показала список песен грядущего альбома. Первый сингл будет называться «Beekeeper’s Daughter». Позже было выпущено два синла: «Kids In The Street» и «Heartbeat Slowing Down», которые получили небольшой успех в Соединённых Штатах.
The All-American Rejects продолжали колесить по штатам, раздавая концерты. Позже они отправились в тур Shaking Off the Rust, начавшийся Сан-Лeис-Обиспо, Калифорния. Позже группа выступала в Малайзии вместе с The Wanted и Five for Fightning. 5 ноября 2013, Тайсон Риттер выпустил свою соло песню под названием «Air» для того, чтобы поддерживать интерес фанатов до выхода новых записей группы.

### 2013 — настоящее время
В интервью Musikfest Ник Уилер анонсировал, что группа планирует начать запись пятого студийного альбома в конце 2013 года. Группа выступала в Universal Studios Orlando с новой песней «There’s a Place», которая так же засветилась в трейлере фильма «Уже скучаю по тебе» в 2015 году. Музыкальное видео, как и сама песня были выпущены 30 октября 2015.
21 июля 2016 Тайсон Риттер анонсировал новый сингл группы под названием «DGAF». Песня была исполнена впервые той же ночью.
1 апреля 2017 Тайсон Риттер анонсировал новый сингл группы «Sweat», который ожидался этим летом. Они выпустили её вместе с «Close Your Eyes» 7 июля 2017 года.
The All-American Rejects написали и записали порядка 10 новых песен на момент июня 2017 года. Группа выступала в конце 2017 года, где исполняла новые синглы. Но тем не менее, группа продолжала молчать насчёт новых песен и названия альбома.
В интервью Риттер сказал, что следующие две песни будут называться «Send Her To Heaven» и «Demons». Тем временем Sweat попала на 21 место в чарте Hot Rock Songs и на 10 месте в Digital Rock. Позже попала на 29 место в Billboard Adult Pop Songs.
8 февраля 2018 года Тайсон Риттер сказал, что группа больше не сотрудничает с Interscope Records. Группа хотела выпускать музыку без всяких политических ограничений, которые вступают в силу после подписания контракта с крупным лейблом.
Позже, 10 июля 2019 года было объявлено, что Epitaph Records подписала контракт с группой. Уже 16 числа The All-American Rejects выпустили сингл, состоящий из трёх треков под названием «Send Her To Heaven», вместе с музыкальным клипом.
20 ноября 2020 года группа выпустила сингл «Me Vs. The World», заявив, что вся выручка с неё пойдёт в фонд помощи MusiCares COVID-19, который был направлен на поддержку сотрудников музыкальной индустрии, которые остались без работы из-за пандемии COVID-19.
21 августа 2020 группа выпустила плейлист из 14 песен на Spotify под названием «Rejects Faves», который содержит в себе любимые песни членов группы из всех четырёх альбомов группы.
30 ноября 2020, Тайсон Риттер дал интервью RADIO.com, где объяснил, что несмотря на своё нахождение в группе с 16 лет, появление новой записи в ближайшее время довольно маловероятно. Он процитировал Джони Митчелл, «Как артист или автор песен, ты всегда должен знать, когда остановится».
«Это довольно маловероятно, что мы сделаем новую запись в ближайшее время, если вообще сделаем. Это дало жизнь остальным проектам, которые я начал», объяснил Риттер

## Участники Группы

### Нынешние участники
- Тайсон Риттер (англ. Tyson Ritter) — вокал, бас-гитара, фортепиано (с 1999 по настоящее время)
- Ник Уилер (Nick Wheeler) — соло-гитара, бэк-вокал (с 1999 по настоящее время)
- Майк Кеннерти (Mike Kennerty) — ритм-гитара, бэк-вокал (с 2002 по настоящее время)
- Крис Гейлор (Chris Gaylor) — ударные (с 2002 по настоящее время)

### Бывшие участники
- Тим Кэмпбелл (Tim Campbell) — ударные (2001-2002)
- Джесси Табиш (Jesse Tabish) — вокал, гитара (1999-2001)

## Дискография

### Альбомы
- The All-American Rejects (2002)
- Move Along (2005)
- When the World Comes Down (2008)
- Kids in the Street (2012)

### EPs
- Same Girl, New Songs (2001)
- The Bite Back EP (2005)
- The All-American Rejects Soundcheck Vol. 1 (2008)
- Gives You Hell: The Remixes (2009)
- Sweat (2017)
- Send Her To Heaven (2019)

### Синглы
- «Swing, Swing» (2002)
- «The Last Song» (2003)
- «My Paper Heart» (2003)
- «Time Stands Still» (2003)
- «Dirty Little Secret» (2005)
- «Move Along» (2006)
- «It Ends Tonight» (2006)
- «Top of the World» (2006)
- «Gives You Hell» (2008)
- «The Wind Blows» (2008)
- «I Wanna» (2009)
- «Beekeeper’s Daughter» (2012)
- «Kids in the Street» (2012)
- «Walk Over Me» (2012)
- «Sweat» (2017)
- «Close Your Eyes» (2017)
- Send Her To Heaven (2019)
- Demons (2019)
- DGAF (2019)
- Me Vs. The World (2020)